# Entrevista estructurada

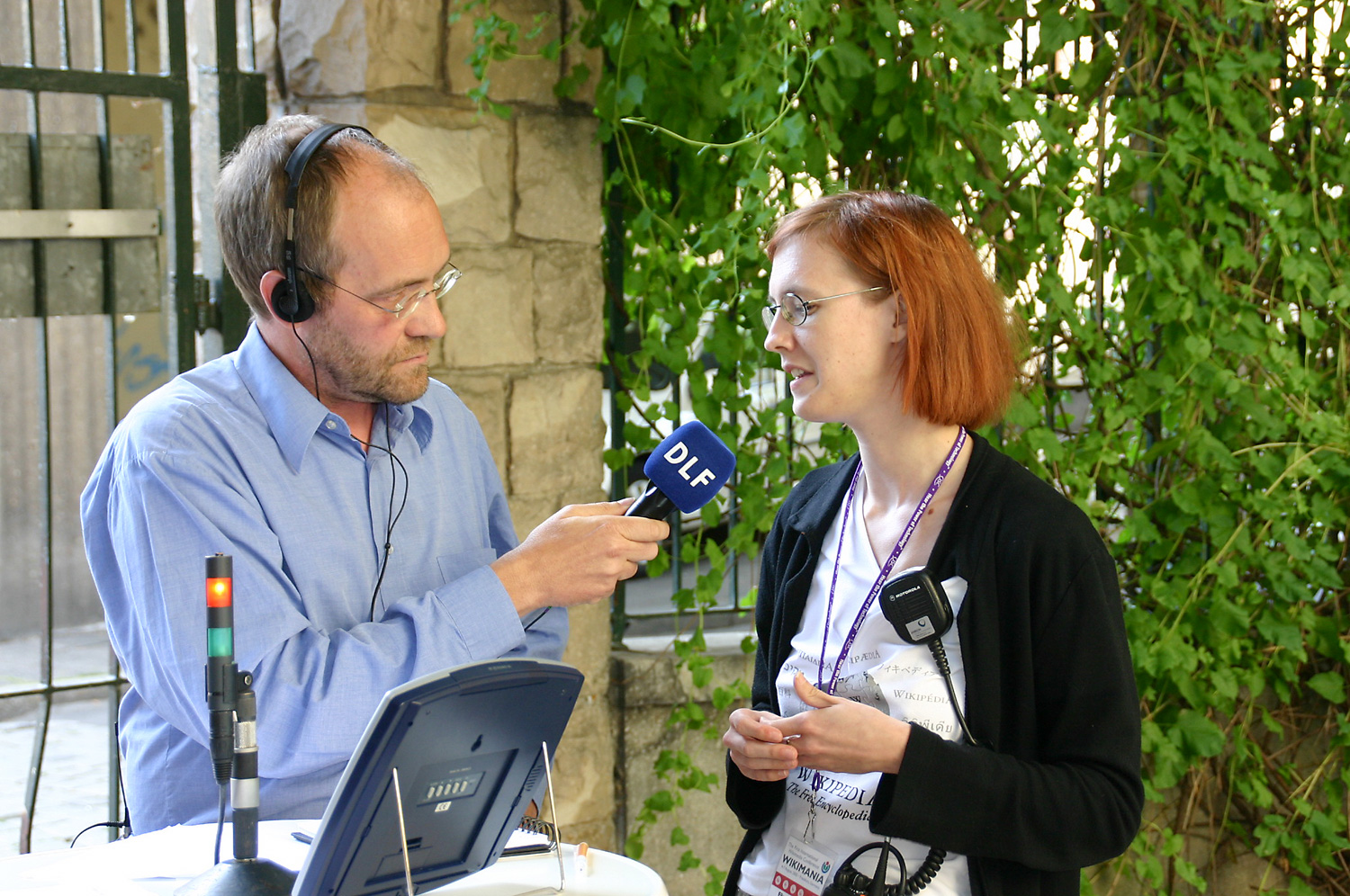
Entrevista. La entrevista estructurada consiste en hacer la misma entrevista, con las mismas preguntas en el mismo orden, a diferentes personas.

Una entrevista estructurada (también conocida como entrevista estandarizada o encuesta administrada por un investigador) es un método de investigación cuantitativo comúnmente empleado en la investigación por encuestas. El objetivo de este método es garantizar que a todas las personas objeto de la investigación se les haga exactamente la misma entrevista, con iguales preguntas en idéntico orden. Esto garantiza que las respuestas de las diferentes personas se puedan agregar de forma fiable y que se puedan hacer comparaciones con confianza entre subgrupos de la muestra de participantes o entre la misma encuesta hecha varias veces a lo largo del tiempo.

## Estructura
Las entrevistas estructuradas son un medio para recopilar datos para una encuesta estadística. En este caso, los datos los recoge un entrevistador, en vez de que la persona participante rellene ella misma el cuestionario (autoadministrado). Los entrevistadores leen las preguntas exactamente como aparecen en el cuestionario. Las posibles respuestas a cada pregunta suelen estar fijadas de antemano (pregunta cerrada), aunque dentro de una entrevista estructurada también se puede incluir alguna pregunta abierta.
Asimismo, una entrevista estructurada estandariza el orden en el que se hacen las preguntas a los encuestados, de modo que las preguntas siempre se responden dentro del mismo contexto. Esto es importante para minimizar el impacto de los efectos de contexto, donde las respuestas dadas a una determinada pregunta pueden depender mucho de las preguntas anteriores. Aunque los efectos del contexto nunca se pueden evitar, a menudo es deseable mantenerlos constantes para todos los encuestados. De esta manera, las entrevistas estructuradas suelen tener una mayor validez.

## Otros usos

### Investigación cualitativa
Las entrevistas estructuradas también pueden utilizarse como método de investigación cualitativa. En el caso de las entrevistas cualitativas estructuradas, normalmente es necesario que los investigadores desarrollen un cronograma de entrevistas que incluya la redacción y la secuencia de las preguntas. Los cronogramas de entrevistas a veces se consideran una forma de aumentar la fiabilidad y credibilidad de los datos de investigación.

### Selección de personal
También se ha recomendado el uso de entrevistas estructuradas en el proceso de contratación de personal. Como las entrevistas estructuradas son más precisas y objetivas, se ha demostrado que permiten tomar mejores decisiones de contratación.El Servicio Postal de los Estados Unidos utiliza entrevistas estructuradas para al menos algunas de sus contrataciones y ha impreso una guía de entrevistas estructuradas que está disponible públicamente en línea. Google también comenzó a utilizarlas después de que una investigación basada en datos descubriera que eran beneficiosas en comparación con las entrevistas no estructuradas más comunes.  